# Gliophorus psittacinus
Gliophorus psittacinus — вид грибів роду Gliophorus. Сучасну біномінальну назву надано у 1858 році.

## Класифікація
У п'ятому томі «Визначника грибів України» (1979) цей вид описаний як гігрофор строкатий (Hygrophorus psittacinus) та віднесений до підроду гігроцибе (Hygrocybe) роду гігрофор (Hygrophorus). Згодом гігроцибе був піднесений до рангу окремого роду. За даними останніх філогенетичних досліджень цей гриб відносять до роду Gliophorus.

## Будова
Шапинка 2-5 см, липка, може мати зеленувати, жовтуватий, червонуватий відтінок. Ніжка гриба — міцна, тонка, зеленувата згори. Пластини прирослі до ніжки, жовтого кольору.

## Життєвий цикл

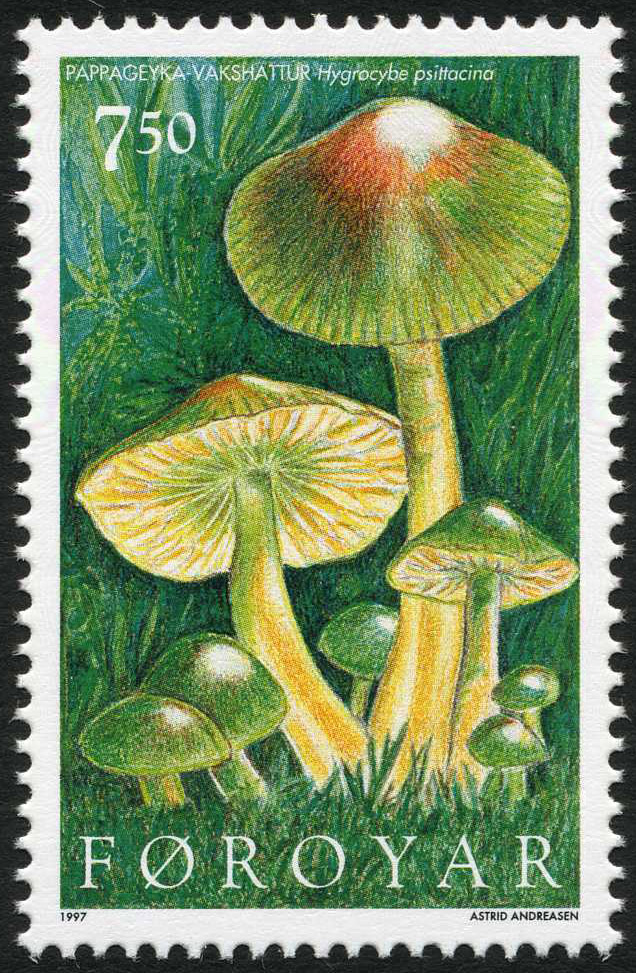

Плодові тіла з'являються пізнього літа та восени.

## Поширення та середовище існування
Росте в траві на пасовищах, луках. Поширений у Західній Європі, Південній Африці, Японії та на обох Американських континентах.

## Практичне використання
Незважаючи на малий розмір та липкість, гриб вживають у їжу.

## На марках
Зустрічається на макрах:
- 1999 Fungi from around the World. Південна Африка
- 1997 Фарерські острови

## Галерея

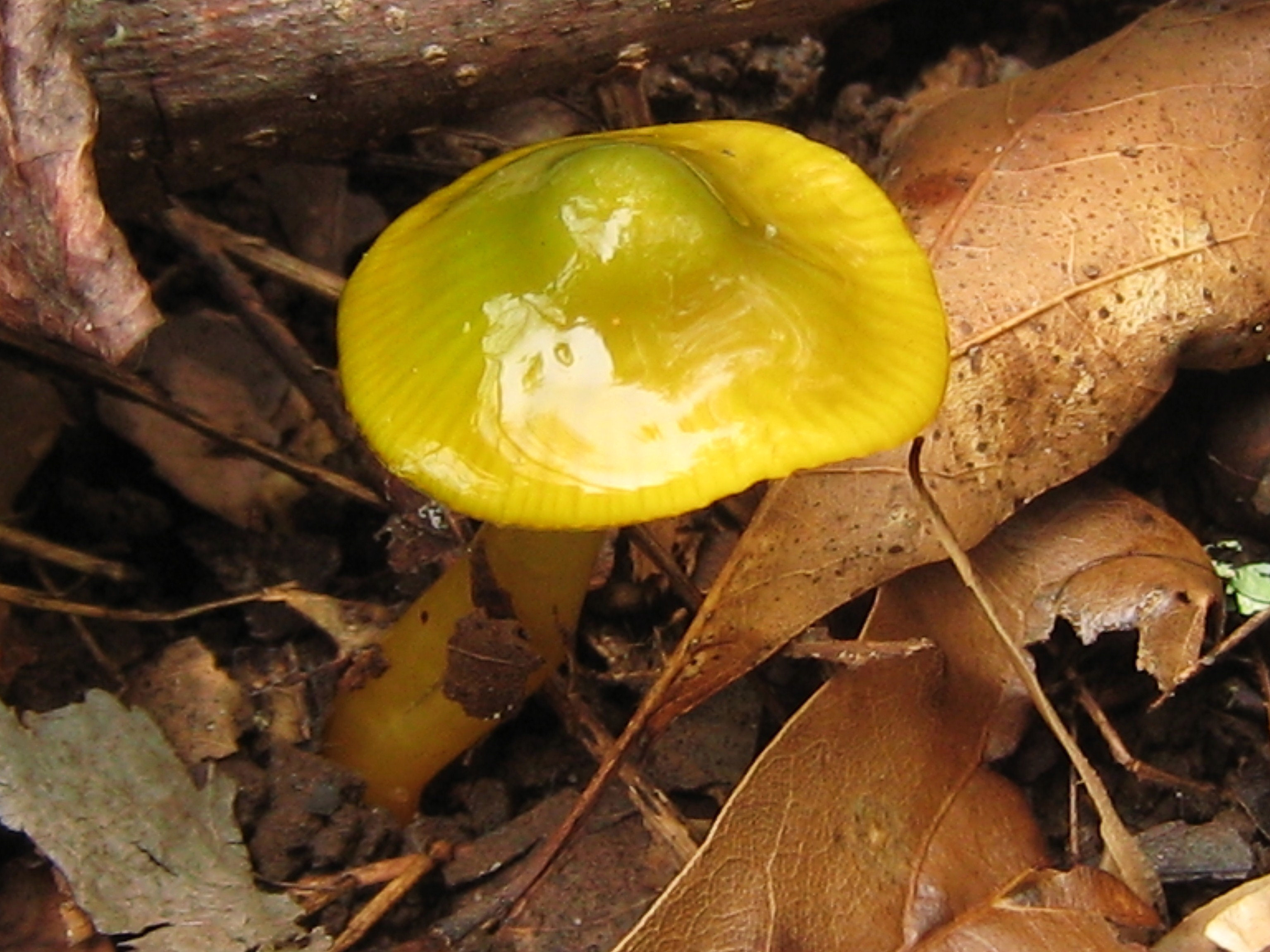